# Yepes (kommunhuvudort)
Yepes är en kommunhuvudort i Spanien.   Den ligger i provinsen Toledo och regionen Kastilien-La Mancha, i den centrala delen av landet, 60 km söder om huvudstaden Madrid. Yepes ligger 703 meter över havet och antalet invånare är 4 752.
Terrängen runt Yepes är platt åt sydost, men åt nordväst är den kuperad. Yepes ligger uppe på en höjd. Runt Yepes är det glesbefolkat, med 19 invånare per kvadratkilometer. Närmaste större samhälle är Aranjuez, 14,5 km norr om Yepes. Trakten runt Yepes består till största delen av jordbruksmark.